# ぐゎらん堂
ぐゎらん堂（ぐゎらんどう）は、1970年から1985年まで吉祥寺にあったカフェ。のちに「伝説のライブハウス」と称されるようになった。

## 解説
正式な名称は「BLUES HALL/武蔵野火薬庫 ぐゎらん堂」であった。所在地は東京・武蔵野市吉祥寺本町2-16-1であったが、これを「吉祥寺ぎんぎら通り13番地」と称していた。
店名に「BLUES HALL」とあるが、演奏されていた音楽のジャンルは幅広く、フォーク、ロック、ジャズ、さらにはシャンソン、古い日本の歌謡曲まで及んだ。また、音楽だけではなく店内の壁面では油彩、日本画、写真、漫画原画などジャンルにとらわれない展示が毎月行われていた。ライブ、イベントも音楽はもとよりさまざまなパフォーマンス、落語なども主催された。

## 歴史
- 開店：1970年10月28日に村瀬春樹、ゆみこ・ながい・むらせ両氏らによりオープン。
- 閉店：1985年10月

## 水曜コンサート
- 毎週水曜日にフォーク、ロックを中心にライブ演奏が行われた。その回数は500回を超え、延べ観客数は50万人以上を数えた。[要検証 – ノート]

## ゆかりのミュージシャン
- 高田渡
- シバ
- 武蔵野タンポポ団
- 林亭
- Early Times Strings Band
- 渡辺勝
- 村上律
- 若林純夫
- 中川五郎
- 友部正人
- いとうたかお
- 中川イサト
- あがた森魚
- 三上寛
- なぎら健壱
- 大塚まさじ
- 大庭珍太
- 佐久間順平
- 高田漣
- 中山ラビ
- Sky Dog Blues Band
- 米利堅長靴（メリケン・ブーツ）
- アシッド・セブン、
- 佐藤GWAN博
- 品川寿男
- 青木トモコ
- 友川かずき
- 加川良
- 小林政広（林ヒロシ）
- 斎藤哲夫
- 田中研二
- 松田幸一（ありちゃん）
- 古川豪
- 岩井ケンジ
- ちゃんがら
- 坂本龍一
- キヨシ小林

## ゆかりのアーティスト
- 金子光晴
- 羽良多平吉
- いしかわじゅん
- 鈴木翁二
- 長谷川集平
- 永島慎二
- 壺井繁治
- 佐藤英麿
- 梅田智江
- やまだ紫
- 杉浦日向子
- 近藤よう子
- 佐々木マキ
- 勝又進
- 水木しげる
- 安部慎一
- 川崎のぼる
- 高信太郎
- 安西水丸
- 岸田ますみ
- 坂口笑子
- 林静一
- 高以良基
- 鳥屋尾亮
- 神野次郎
- 宇治晶
- 古今亭志ん八